# Praça Júlio de Castilhos

Praça Júlio de Castilhos, com a Villa Palmeiro ao fundo. Mídia sob a guarda do Arquivo Nacional

A Praça Júlio de Castilhos é uma praça da cidade brasileira de Porto Alegre, capital do estado do Rio Grande do Sul. Está localizada no bairro Independência, sendo limitada pela avenida Independência e pelas ruas Ramiro Barcelos e 24 de Outubro.
A área da praça recebeu aterro em 1893, sendo nivelada e ajardinada em 1897 e 1900, na administração do ex-prefeito José Montaury. Conhecida pelo nome que ostenta desde 1890, recebeu a denominação oficialmente em 1904, um ano após a morte do ex-governador Júlio de Castilhos. Nesse mesmo ano, foi cercada com a utilização das grades retiradas das praças Marechal Deodoro e XV de Novembro. Bem em frente à praça, ficava a mansão em estilo neoclássico chamada Villa Palmeiro, propriedade de Luiz Lara da Fontoura Palmeiro.
Em abril de 1997, quando foi adotada pelo Hospital Moinhos de Vento, iniciou-se seu processo de restauração, e hoje a praça é uma das mais bem-conservadas da cidade.